# Luís Oliveira Gonçalves
Luís Oliveira Gonçalves (22 juni 1960) is een Angolese voetbalcoach, die anno 2006 bondscoach is van het Angolees voetbalelftal.
Voor Gonçalves bondscoach werd had hij de leiding over het Angolees elftal onder de 20, met wie hij het Afrikaans Jeugdkampioenschap winnend wist af te sluiten. In 2006 baarde hij als bondscoach opzien door zich met zijn land te kwalificeren voor het WK voetbal 2006. In een zware groep met onder andere Nigeria werd Angola groepswinnaar.